# Pauliukai
Pauliukai ist ein Dorf mit 32 Einwohnern (Stand: 2011) in Litauen, in der Rajongemeinde Jonava, im Amtsbezirk Žeimiai. 
Im zwanzigsten Jahrhundert wurde der Umkreis Pauliukai (Pauliukų apylinkė), eine sowjetische administrativ-territoriale Einheit im Zentrum von Litauen, im Bezirk Kėdainiai, gegründet. Zwischen 1950 und 1954 wurde der Umkreis aufgelöst. Im Dorf gibt es ein Postamt (LT-55400), ein Agrarunternehmen ŽŪB "Pauliukai". In der Gemeinde gibt es BC "Pauliukai" (spielt in der Amateur-Liga der Rajongemeinde und im Verband Asociacija „Jonavos krepšinio mėgėjų lyga“).

## ŽŪB Pauliukai
ŽŪB "Pauliukai" mit dem Sitz in Juškonys ist eine der größten Agrargesellschaften der Rajongemeinde. Die Agrargebiete befinden sich zwischen den Städtchen Žeimiai und Šėta (Rajongemeinde Kėdainiai). Das Unternehmen ist in der Pflanzenproduktion, Rinder- und Schweinehaltung tätig. Es besitzt rund 2400 Hektar Land und hat 1700 Rinder (davon 700 Milchkühe). Das Unternehmen hatte viele Jahre in Sowjetlitauen zehntausende Schweine. Im Hochsommer 2011  erreichte der Schweinepest-Virus. Das Unternehmen als Tierhalter sollte unverzüglich und bedingungslos  die gesetzlichen Anforderungen für die Zerstörung der extrem gefährlich ansteckender Tierkrankheiten erfüllen und 12.500 Schweine zerstören. Die Regierung Litauens unterstützte das Unternehmen finanziell mit 508.000 Litas (davon 206.000 Litas aus dem Privatisierungsfonds).